# 吴小旋
吴小旋（1958年1月26日—），浙江杭州人，中国女子射击运动员，中国第一位女子奥运会冠军。

## 生平
1974年，吴小旋进入中国国家射击队。1980年，她参加了亚洲射击锦标赛，一举夺得女子50米气步枪冠军。在1984年夏季奥林匹克运动会上，吴在其主项50米气步枪上仅获得铜牌，随后在小口径标准步枪3*20的比赛中意外获得金牌。1988年，她在全国比赛中平小口径步枪60法卧射创世界纪录。
吴退役后在杭州市体委担任处长，1991年，吴赴美国南加州大学（USC）公费留学，学习体育管理，毕业后留在洛杉矶工作并定居。2008年，她返回杭州，担任杭州射击学校名誉校长。曾任北京奥运会火炬接力杭州站主火炬手。